# Fráňa Kopeček
Fráňa Kopeček, vlastním jménem František Kopeček (14. října 1871 Předmostí – 23. srpna 1946 Ostrava) byl moravský učitel a spisovatel.

## Život
Narodil se v rodině domkáře Štěpána Kopečka v Předmostí a jeho manželky Anny, rozené Ptáčkové.
Vystudoval gymnázium v Přerově, kde maturoval v roce 1891. Poté se pokusil o studium bohoslovectví v Olomouci, ale po třech semestrech přestoupil na učitelský ústav v Příboru. Po jeho vystudování a roční vojenské službě učil v Křenovicích, poté na Znojemsku, kde učil v Tvořihrázi, Horních Dunajovicích, Mikulovicích a Kuchařovicích, kde se také stal řídícím učitelem. Ve Znojmě od roku 1918, v Bučovicích 1926–1927 a poté opět ve Znojmě, kde se dožil stáří jako ředitel dívčí měšťanské školy.
Po Mnichovské dohodě a připojení Znojma ke Třetí říši se odsud v roce 1938 odstěhoval do Veverské Bítýšky. Byl členem Moravského kola spisovatelů (MKS) v letech 1926–1946.
František Kopeček byl ženatý s Marií Peřinkovou. Manželka mu zemřela v roce 1945, v době osvobozovacích bojů v okolí Veverské Bítýšky, kdy on sám byl po operaci. Manželé Kopečkovi měli syna Františka (1899) a dceru Marii (1902). Syn padl v roce 1918 na italské frontě; František Kopeček dožil po osvobození republiky u dcery v Ostravě.

## Dílo
Dílo Fráni Kopečka tvoří především drobnější práce s jednoduššími zápletkami, vyšší úrovně dosahují prózy z učitelského prostředí (Mých sto děvčat).
Fráňa Kopeček přispíval svými povídkami do řady deníků a časopisů, jako např. Národní osvobození, Moravskoslezský deník, Ruch, Mládí, Vídeňské illustrované noviny, Lidové noviny, Moravské noviny, Český svět aj.

### Próza
- Mrtvá pohádka – In: Český svět. S. 219. 1917-05-11
- Světla utonulá – Náměšť nad Oslavou: nákladem vlastním, 1918
- Sonuška čarodějka: črty – Praha: Emil Šolc, 1919
- Ránem: sny a črty – Znojmo: nákladem vlastním, 1920
- Na hlídce – In: Vídeňské illustrované noviny. S. 6. 1920-05-27
- Lásky do spolku – In: Vídeňské illustrované noviny. S. 3–4. 1920-05-27
- Vládnou ... – In: Lidové noviny. S. 1. 1922-06-01
- Meta: rozmarné povídky – Brno: Dědictví Havlíčkovo, 1926
- Mých sto děvčat: cyklus – Letovice: Humana, 1926 a Brno: MKS, 1926
- Studna: pohádky a črty – Znojmo: Antonín Klouda, 1926
- Noc ve dne: ze světa těch, kdo učí vidět oči nejnevinnější – Olomouc: Romuald Promberger, 1928
- Marta: román. In: Národní osvobození [příloha] 1931
- Opilá zátiší: kresby Karel Müller – Hranice: Josef Hladký,	1932
- Stisk ruky – Brno: nákladem vlastním, 1932
- Nás tam nedostanou! – In: Moravská orlice. S. 12. 1933-10-08
- Dar pěti vteřin: román – Brno: Družstvo MKS, 1934
- Není mužů: rozmarné povídky – Brno: Družstvo MKS, 1934
- Pavel čarodějem: pohádka, ilustroval Romuald Kupka – Brno: František Černovský, 1943

### Jiné
- Podrobné osnovy podle normálních osnov: a podle učebnice: Za novým životem: občanská nauka pro měšťanské školy I.–IV. včetně naukových částí určených zeměpisu – Bohumil Uher, Fráňa Kopeček – Praha: Česká grafická unie, 1939